# Bumble Bees
A Bumble Bees (eredetileg "Bumble Bee") a dán-norvég Aqua együttes 3. kimásolt kislemeze második Aquarius című stúdióalbumukról. A dal jobban  hasonlít korábbi dalaikhoz, de nem a Turn Back Time lassú ütemeihez, vagy a Cartoon Heroes című dalhoz. A kislemez több országban megjelent. 2000 augusztusában Dániában a 6. Svédországban a 34. helyezést érte el.

## Videoklip
A dalt Peder Pedersen rendezte, aki korábbi videóklipjeinek is a rendezője volt. A klip kísértetiesen hasonlít a "Barbie Girl" klipjére. A csapat egy jó klipet szeretett volna a dalhoz, azonban a rossz rendezés, és a hibás felszerelés, valamint René Dif súlya miatt a stáb nem tudta a tartókötelet tartani a klipben.

## Számlista
Dánia
- CD Single

1. "Bumble Bees" (Radio Edit) 3:50
2. "Bumble Bees" (K-Klass Classic Radio Edit) 3:52

 Európa 
1. "Bumble Bees" (Radio Edit) 3:52
2. "Bumble Bees" (K-Klass Classic Klub Mix) 6:04
3. "Bumble Bees" (Hampenberg's Pop Mix) 6:38
4. "Bumble Bees" (Sharp Carnival Remix) 7:00

 Ausztrália
- CD Single

1. "Bumble Bees" (Radio Edit) 3:52
2. "Bumble Bees" (K-Klass Classic Klub Mix) 6:04
3. "Bumble Bees" (Hampenberg's Pop Mix) 6:38
4. "Bumble Bees" (Sharp Carnival Remix) 7:00
5. "Bumble Bees" (Jay Jay Mix) 5:22
6. "Bumble Bees" (Raz Club Mix) 5:37

 Japán
- CD Single

1. "Bumble Bees" (Radio Edit) 3:53
2. "Bumble Bees" (K-Klass Classic Radio Edit) 3:52
3. "Bumble Bees" (K-Klass Classic Klub Mix) 6:05
4. "Bumble Bees" (Hampenberg's Pop Mix) 6:40
5. "Bumble Bees" (Sharp Carnival Remix) 7:01
6. "Bumble Bees" (Jay Jay Mix)

 Dánia 
- CD Single promo

1. "Bumble Bees" (K-Klass Classic Klub Mix) 6:04
2. "Bumble Bees" (Sharp Carnival Remix) 7:00
3. "Bumble Bees" (Sharp Carnival Dub) 6:59
4. "Bumble Bees" (Radio Edit) 3:52
5. "Bumble Bees" (Hampenberg's Pop Mix) 6:38
6. "Bumble Bees" (Jay Jay Mix) 5:22
7. "Bumble Bees" (Raz Club Mix) 5:37
8. "Bumble Bees" (Dawich Remix) 5:20

 Ausztrália Digitális letöltés (2017.szeptember 26.)
1. "Bumble Bees" 3:53
2. "Bumble Bees" K-Klass Classic Klub Mix) 3:51
3. "Bumble Bees" (K-Klass Classic Klub Mix) 6:05
4. "Bumble Bees" (Hampenberg's Pop Mix) 6:40
5. "Bumble Bees" (Sharp Carnival Remix) 7:00
6. "Bumble Bees" (Dreamworld Big Bad Bambi Mix) 5:00
7. "Bumble Bees" (Jay Jay Mix) 5:24
8. "Bumble Bees" (Raz Club Mix) 5:40
9. "Bumble Bees" (Dawich Mix) 5:22

## Slágerlista
| Slágerlista (2000)                   | Legjobb helyezés |
| ------------------------------------ | ---------------- |
| Ausztrália (ARIA)                    | 65               |
| Dánia (IFPI)                         | 6                |
| Európa (Eurochart Hot 100)           | 38               |
| Németország (Official German Charts) | 96               |
| Olaszország (FIMI)                   | 47               |
| Svédország (Sverigetopplistan)       | 34               |